# Trichocoscinesthes szetschuanica
Trichocoscinesthes szetschuanica là một loài bọ cánh cứng trong họ Cerambycidae.